# Christmas in Vienna VI
Christmas in Vienna VI, cunoscut publicului larg și sub numele Christmastime in Vienna, este un album de colinde și muzică clasică înregistrat de tenorii Plácido Domingo și Alejandro Fernández în compania cântăreței franceze Patricia Kaas.

## Conținut
- Ediție Standard (lansată la nivel Internațional):

1. „Announcing Christmas” — 2:48
2. „Y nos vamos pa' Belén” — 3:02
3. „Leise rieselt der Schnee” — 3:00
4. „Canción de cunae” — 3:04
5. „Merry Christmas, Baby” — 4:11
6. „El niño del tambor” — 4:26
7. „It Came Upon the Midnight Clear” — 2:34
8. „Here Is Christmas” — 4:26
9. „Amours Eternels (Midnight in Moscow)” — 4:23
10. „Blanca Navidad” — 3:22
11. „Por el Valle de Rosas” — 2:48
12. „Ihr Kinderlein kommet” — 1:53
13. „Have Yourself a Merry Little Christmas” — 2:48
14. „Jeg er saa glad hver julekveld” — 1:10
15. „Buenos reyes” — 2:15
16. „Christmas Must Be Tonight” — 2:38
17. „Hay que sembrar en Navidad” — 4:18
18. „Il est né le divin enfant” — 1:15
19. „Mary's Boy Child” — 2:40
20. „Ding, Dong Merrily on High” — 2:13
21. Encore — „Silent Night” — 5:01